# (531) Zerlina
(531) Zerlina est un astéroïde de la ceinture principale.

## Description
(531) Zerlina est un astéroïde de la ceinture principale découvert par Max Wolf le 12 avril 1904 à Heidelberg.
Il a été ainsi baptisé en référence au personnage de Zerlina (jeune paysanne) dans l'opéra Don Giovanni de Mozart (1756-1791).